# Tysklands grundlag
Tysklands grundlag (tyska: Grundgesetz, officiellt Grundgesetz für die Bundesrepublik Deutschland) är Förbundsrepubliken Tysklands författning, ursprungligen antagen den 23 maj 1949, vilket också markerar statens bildande.
Särskild betydelse har sektionen med grundrättigheter (Grundrechte).
Grundlagen antogs i de västliga ockupationszonerna 1949, men var då inte tänkt som en permanent författning (Verfassung), därav namnet. Det parlamentiska rådet utgick nämligen från att den sovjetiska ockupationszonen så småningom skulle förenas med de västliga. Det dröjde dock till 3 oktober 1990 innan det blev hela Tysklands författning i samband med återföreningen.
Bland förändringar i grundlagen märks återinförandet av värnplikt och bildandet av en försvarsmakt år 1956 genom Wehrverfassung och införandet av undantagslagar (Notstandsgesetze) genom Notstandsverfassung 1968.